# Bacchisa guerryi
Bacchisa guerryi es una especie de escarabajo longicornio del género Bacchisa, tribu Astathini, subfamilia Lamiinae. Fue descrita científicamente por Pic en 1911.

## Descripción
Mide 11-15 milímetros de longitud.

## Distribución
Se distribuye por China, Laos y Birmania.